# Stanislav Zámečník
Stanislav Zámečník, né le 12 novembre 1922 à Nivnice (Tchécoslovaquie) et mort le 22 juin 2011 à Prague, est un historien tchèque, témoin de l'époque du national-socialisme.

## Biographie
À l'âge de 17 ans, souhaitant résister contre l'occupation, Zámečník est arrêté par les troupes allemandes. Après sa détention dans plusieurs prisons, il tente de fuir le pays mais se fait arrêter ; il est déporté au camp de concentration de Dachau en février 1941,. À partir de l'automne 1941, il travaille en tant qu'infirmier au Revier du camp,. À la suite de la Libération, il rentre dans son pays après quatre années de détention.
Il étudie ensuite l'Histoire à l'université Charles de Prague. En 1960, il est embauché à l'Institut d'Histoire militaire et effectue des recherches sur la résistance tchèque et sur l'Histoire du camp de Dachau.
En 1968, il s'engage dans le Printemps de Prague avec d'autres survivants de Dachau. Les manifestations sont réprimées, Zámečník perd son emploi et se voit interdit d'exercer son travail d'historien. À la suite des bouleversements politiques de 1989–90, il reprend ses recherches historiographiques en toute légalité. En tant que membre du comité consultatif scientifique du lieu de mémoire et de l'exposition permanente de Dachau, il travaille avec Barbara Distel à la conversion du camp en un lieu de commémoration. La même année, l'organisation publie le Livre commémoratif en hommage aux morts  du camp de concentration de Dachau (Gedenkbuch für die Toten des Konzentrationslagers Dachau). Sur demande du Comité International de Dachau (de), il rédige la première monographie sur l'Histoire du camp de Dachau, intitulée C'était ça, Dachau et publiée en 2003.
Gravement malade, Stanislav Zámečník meurt le 22 juin 2011 à Prague à l'âge de 88 ans,. Au mois de décembre de la même année, il est récompensé par un Prix Dachau du courage civique (de) (Dachau-Preis für Zivilcourage) à titre posthume,.

## Ouvrages
- Český odboj a národní povstání v květnu 1945, Naše vojsko, Prague 2006,  (ISBN 80-206-0812-5).
- To bylo Dachau, Paseka, Prague 2003,  (ISBN 80-7185-536-7),  Traduit en français par Sylvie Graffard : C’était ça, Dachau : 1933-1945, Fondation internationale de Dachau : Cherche midi, Paris 2013.  (ISBN 978-2-7491-3080-4).
- Za hranicí lidskosti : lékařské experimenty a otrocká práce v nacistických koncentračních táborech, Paseka, Prague / Litomyšl 2010,  (ISBN 978-80-7432-034-7).